# Sunao Tokunaga
Sunao Tokunaga (徳永 直, Tokunaga Sunao), né le 20 janvier 1899 à Hanazono, dans la préfecture de Kumamoto, et mort le 15 février 1958 à Tokyo, est un écrivain japonais.

## Œuvres traduites en français
- Le Quartier sans soleil (太陽のない街, Taiyō no nai machi?) (1929), traduction de S. Ōno et F.-A. Orel, Éditions sociales internationales, 1933 (réimpr. 2011 par Éditions Yago).

## Adaptations de ses œuvres au cinéma
- 1939 : Toute la famille travaille (はたらく一家, Hataraku ikka?) de Mikio Naruse
- 1954 : Quartier sans soleil (太陽のない街, Taiyō no nai machi?) de Satsuo Yamamoto